# Azaisia setitarsis
Azaisia setitarsis är en tvåvingeart som beskrevs av Villeneuve 1939. Azaisia setitarsis ingår i släktet Azaisia och familjen gråsuggeflugor.
Artens utbredningsområde är Madeira. Inga underarter finns listade i Catalogue of Life.